# 아내가 사라졌다
《아내가 사라졌다》는 2011년 11월 27일에 방영된 KBS 드라마 스페셜로, 사라진 아내를 찾아나선 40대 샐러리맨의 이야기를 그렸다.

## 등장 인물
- 조희봉 : 인호 역
- 이세은 : 수진 역
- 박희진 : 동장 역
- 김준배 : 603호 역
- 양한열 : 세준 역